# Dacryopinax indacocheae
Dacryopinax indacocheae är en svampart som beskrevs av Lowy 1961. Dacryopinax indacocheae ingår i släktet Dacryopinax och familjen Dacrymycetaceae.   Inga underarter finns listade i Catalogue of Life.